# Wikus van Heerden
Johannes Lodewikus van Heerden (Johannesburgo, 25 de febrero de 1979) es un exrugbista sudafricano que se desempeñaba como ala. Fue internacional con los Springboks en los años 2000 y se consagró campeón del mundo en Francia 2007.

## Carrera
Su padre Moaner van Heerden, también es un destacado exrugbista internacional.
Debutó como profesional con los Cats (ahora Lions) y luego se mudó a los Bulls dos veces, con quienes ganó el Súper Rugby 2007.
En 2009 se trasladó a los Saracens de la inglesa Premiership Rugby, con un contrato de tres años. Pero después de menos de dos temporadas, en enero de 2010, pidió ser liberado para regresar a Sudáfrica por razones personales. Volvió a jugar para los Lions, se quebró el brazo dos veces y finalmente debió retirarse en 2012.

## Selección nacional
En junio de 2003 Rudolf Straeuli lo seleccionó a los Springboks para las pruebas de mitad de año 2003 y debutó contra el Cardo. Luego participó del Torneo de las Tres Naciones 2003 y no volvió a ser convocado, Jake White no lo consideró hasta su último año a cargo del equipo.
White lo seleccionó nuevamente tras estar cuatro años afuera, para disputar el Torneo de las Tres Naciones 2007 y las pruebas de preparación. En total jugó catorce pruebas y anotó un try (5 puntos).

### Participaciones en Copas del Mundo
White lo llevó a Francia 2007 como suplente de la estrella Schalk Burger. Jugó en casi todos los partidos, incluida la final contra la Rosa y no marcó puntos.
| Mundial                       | Sede    | Resultado | PJ | Tries |
| ----------------------------- | ------- | --------- | -- | ----- |
| Copa Mundial de Rugby de 2007 | Francia | Campeón   | 6  | 0     |

## Palmarés
- Campeón del Súper Rugby de 2007.
- Campeón de la Currie Cup de 2011.